# Ctenochira grossa
Ctenochira grossa là một loài tò vò trong họ Ichneumonidae.